# Luka Vešner Tičić
Luka Vešner Tičić, slovenski nogometaš, * 25. oktober 2000, Maribor.
Vešner Tičić je profesionalni nogometaš, ki igra na položaju vezista. Od leta 2024 je član ruskega kluba Pari Nižni Novgorod in tudi slovenske reprezentance. Pred tem je igral za slovenske klube Ilirijo 1911, Krko in Koper. Skupno je v prvi slovenski ligi odigral 93 tekem in dosegel pet golov. Bil je tudi član slovenske reprezentance do 21 let.